# Kaufering
Kaufering är en köping (Markt) i Landkreis Landsberg am Lech i Regierungsbezirk Oberbayern i förbundslandet Bayern i Tyskland. Kaufering, som för första gången nämns i ett dokument från år 1033, har cirka 
11 000 invånare.
I och omkring Kaufering fanns under slutet av andra världskriget elva koncentrationsläger, benämnda I–XI, vilka samtliga var satellitläger till Dachau.